# Landor Associates

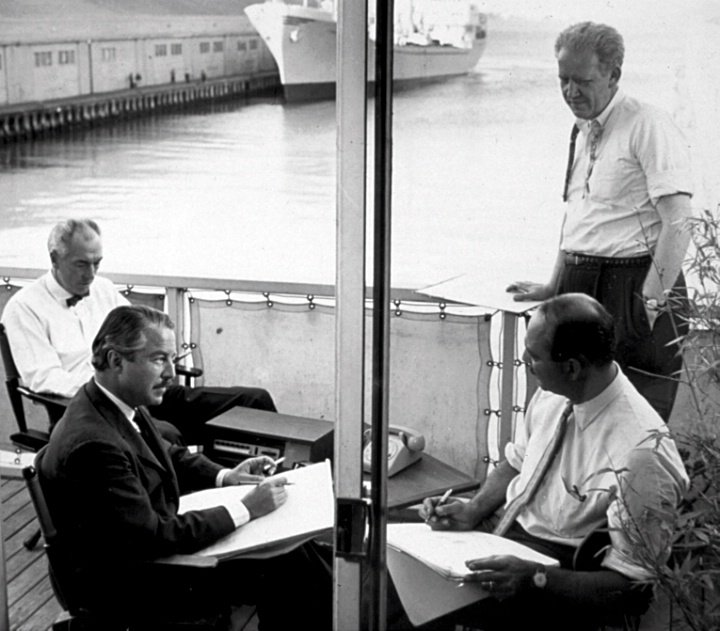
Walter Landor, fondateur de Landor Associates

Landor Associates est une entreprise internationale de services de gestion de la marque, de design et de conseils.

## Historique

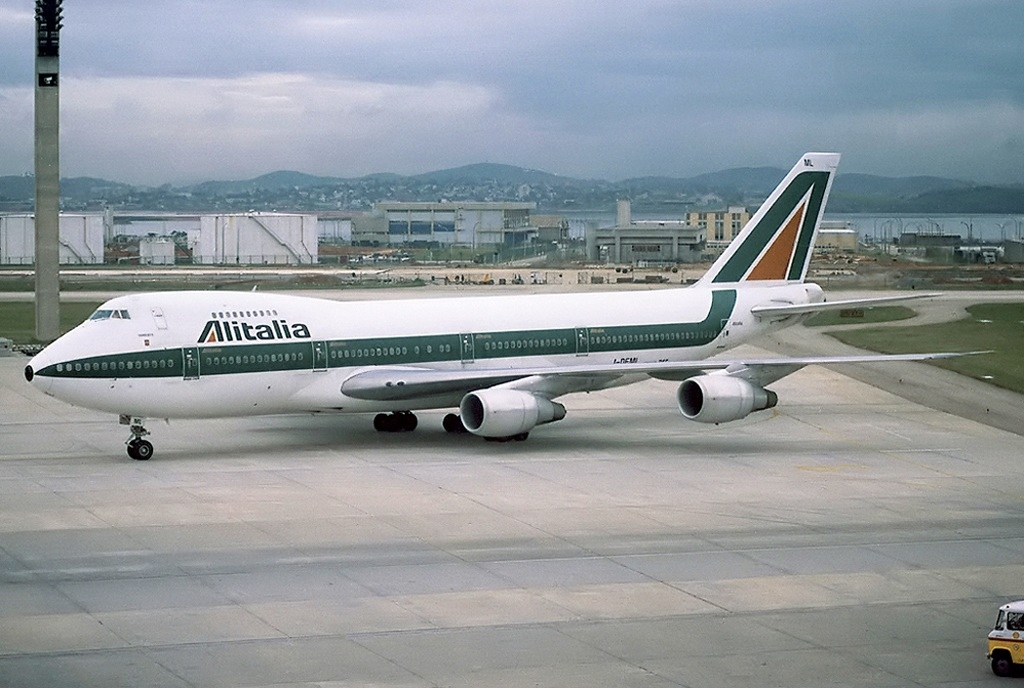
Boeing 747-243B, Alitalia

L'entreprise Landor Associates est fondée en 1941 à San Francisco, aux États-Unis, par l'Allemand Walter Landor. Toujours basée dans cette ville, elle a actuellement 24 bureaux dans 18 pays,.
Landor Associates a été racheté par Young & Rubicam en 1989.